# ابوالقاسم بزرگ‌نیا
ابوالقاسم بزرگ‌نیا (زاده ۱۳۱۲قوچان) آماردان ایرانی است.

## زندگی
دکتر ابوالقاسم بزرگ نیا، فرزند میرزا محمود در سال ۱۳۱۲ ه‍.ش در شهرستان قوچان در خراسان به دنیا آمد. تحصیلات ابتدایی را در دبستان مهرداد و متوسطه را در دبیرستان جوینی قوچان به پایان برد. سپس دو سال را در دانشسرای مقدماتی گذراند. بعد از آن در مدارس قوچان به آموزگاری پرداخت. بعد از دریافت دیپلم طبیعی و ریاضی و انجام تعهد خدمت، در آزمون دانشسرای عالی شرکت کرد و در رشته ریاضی قبول شد؛ و در سال ۱۳۳۶لیسانس ریاضی را در ۳ سال به پایان رساند. سپس به قوچان برگشت و در دبیرستانهای قوچان مشغول تدریس ریاضی شد. بعد از آن در آزمون مدرسی ریاضیات شرکت کرد و مدرک کارشناسی ارشد ریاضی را از مؤسسه عالی ریاضیات تهران گرفت. سپس برای انجام تعهد، در دانشگاه مشهد مشغول به تدریس شد. سپس با بورسیه وزارت فرهنگ و آموزش عالی برای تحصیل دکترا عازم انگلستان شد و مدرک فوق لیسانس رشته آمار اجتماعی و همچنین دکترا را از دانشگاه شفیلد (Sheffield) انگلستان دریافت کرد؛ و سال ۱۳۵۴ به دانشگاه فردوسی مشهد برگشت، و دوره استادیاری، دانشیاری و استادی را گذراند. دکتر بزرگ نیا بین سال‌های ۱۳۶۶ تا ۱۳۷۱ فرصت مطالعاتی را در انگلستان و آمریکا گذراند. او بیش از ۵۰ عنوان مقاله، ۴۸ عنوان کتاب وچندین طرح پژوهشی نیز دارد. او همچنین به زبان‌های انگلیسی و فرانسه تسلط دارد. وی یکی از بنیانگذاران دانشگاه خیام مشهد نیز می‌باشد.

## آثار
۱ـ نظریه آمار، (جلد ۱)، چاپ اول ۱۳۶۷، چاپ دوم ۱۳۷۱، (کتاب سال مرکز نشر دانشگاهی).

۲ـ نظریه آمار، (جلد ۲)، مرکز نشر دانشگاهی، (چاپ دوم ۱۳۷۱).

۳ـ تجزیه و تحلیل سریهای زمانی و پیش‌بینی، با همکاری دکتر نیرومند، انتشارات دانشگاه فردوسی مشهد.

۴ـ مبانی بررسیهای نمونه ای، با همکاری دکتر صادقی، انتشارات آستان قدس مشهد، سال ۱۳۷۰.

۵ـ روشهای نمونه گیری، با همکاری دکتر حسینیون، انتشارات آستان قدس، مشهد، ۱۳۶۸.

۶ـ طرح و تحلیل آزمایشهای کشاورزی، با همکاری دکتر سرافراز، انتشارات آستان قدس، مشهد، ۱۳۷۲.

۷ـ کاربرد الگوهای احتمال، مشهد ۱۳۶۹.

۸ـ تلخیص داده‌ها و تجزیه و تحلیل خطا، با همکاری دکتر عدالتی، انتشارات آستان قدس، مشهد، ۱۳۶۹.

۹ـ آنالیز چند متغیره.

۱۰ـ آمار چند متغیره کاربردی، با همکاری دکتر ارقامی، انتشارات آستان قدس، مشهد ۱۳۷۰.

۱۱ـ تحلیل فراوانی زمانی و پیش‌بینی، مشهد۱۳۷۰.

۱۲ـ سریهای زمانی و پیش‌بینی، مشهد ۱۳۷۰.

۱۳ـ آمار گسسته، با همکاری دکتر مشکانی، انتشارات آستان قدس، مشهد۱۳۷۲.

۱۴ـ نظریه کنترل، با همکاری دکتر حیدریان، انتشارات آستان قدس، مشهد۱۳۷۲.

۱۵ـ مبانی ریاضیات، با همکاری دکتر نیکنام، (کتاب سال) مشهد ۱۳۶۹.

۱۶ـ مبانی آنالیز از دیدگاه توپولوژی، با همکاری دکتر نیکنام، (کتاب سال)، مشهد۱۳۷۰.

۱۷ـ معادلات دیفرانسیل و نظریه پایداری، با همکاری دکتر هنری، (کتاب سال)، ۱۳۶۹.

۱۸ـ جبر خطی، با همکاری دکتر رجب زاده، (کتاب سال)، (چاپ دوم ۱۳۶۹).

۱۹ـ مبانی ریاضی فیزیک، با همکاری دکتر عدالتی، ۱۳۶۸.

۲۰ـ حل المسائل آنالیز ریاضی، (جلد ۱)، سال ۱۳۶۷.

۲۱ـ حل المسائل آنالیز ریاضی، (جلد ۲)، انتشارات آستان قدس، ۱۳۶۷.

۲۲ـ مقدمه ای بر تحلیل سریهای زمانی، با همکاری دکتر نیرومند، انتشارات دانشگاه فردوسی مشهد، ۱۳۷۲

۲۳ـ کنترل کیفیت در هیدرولوژی، با همکاری دکتر رضایی پژند، انتشارات دانشگاه فردوسی مشهد، ۱۳۷۳

۲۴ـ آنالیز عددی، با همکاری دکتر توتونیان، انتشارات دانشگاه فردوسی مشهد، ۱۳۷۳

۲۵ـ نظریه مدرن احتمال، با همکاری دکتر علامتاز، انتشارات دانشگاه اصفهان، ۱۳۷۴.

۲۶ـ مقدمه ای بر آمار و احتمال مهندسی، با همکاری مجید اسدی، انتشارات دانشگاه فردوسی مشهد، ۱۳۷۴

۲۷ـ اولین درس احتمال، با همکاری دکتر نیرومند، دکتر آذرنوش، دکتر مشکانی، انتشارات دانشگاه فردوسی مشهد، ۱۳۷۴

۲۸ـ سریهای زمانی، با همکاری دکتر نیرومند، انتشارات دانشگاه فردوسی مشهد، ۱۳۷۴

## فعالیت‌ها
دکتر بزرگ نیا در سمتهای مختلفی فعالیت کرده‌است. از جمله: مدیریت گروه آمار، معاونت پژوهشی دانشکده علوم، عضو شورای ارتقاء، عضو شورای دانشگاه فردوسی مشهد، ریاست دانشگاه خیام مشهد، عضو انجمن ریاضی کشور، عضو انجمن آمار و عضو انجمن MRS نیز م‍ی‌باشند.
او علاوه بر این با ریاضی دانان مشهور دنیا از جمله پروفسور Sltaglor و پروفسور Paterson ارتباط و همکاری دارد. وی هم‌اکنون ضمن همکاری با گروه آمار دانشگاه فردوسی مشهد و گروه آمار دانشگاه آزاد اسلامی مشهد٬مدیریت گروه آمار دانشگاه خیام مشهد را نیز بعهده دارند.